# Вес воды
«Вес воды» (англ. The Weight of Water) — детективный триллер 2000 года режиссёра Кэтрин Бигелоу. Сюжет фильма основан на одноимённом романе Аниты Шрив. Премьера фильма состоялась 9 сентября 2000 года на Международном кинофестивале в Торонто. Съёмки проводились в Новой Шотландии.

## Сюжет
Фотограф Джин вместе со своим мужем Томасом, его братом Ричем и девушкой Рича, Эделин, совершают путешествие на далёкий остров Шоалс, чтобы расследовать убийство столетней давности.

## В ролях
- Кэтрин Маккормак — Джин Джейнс
- Шон Пенн — Томас Джейнс
- Джош Лукас — Рич Джейнс
- Элизабет Хёрли — Эделин Ганн